# Labium rufiscutum
Labium rufiscutum là một loài tò vò trong họ Ichneumonidae.